# Dino Alfieri
Dino Alfieri, italijanski fašistični politik in general, * 1886, † 1966.